# Ardon (Švýcarsko)
Ardon je obec ve švýcarském kantonu Valais, okrese Conthey. Žije zde přibližně 3 200 obyvatel. 

## Geografie
Ardon leží na severním břehu Rhôny a západním břehu řeky Lizerne a na jejím náplavovém kuželu, zhruba na půli cesty mezi Sionem a Martigny. Sousedními obcemi Ardonu jsou Conthey na severu, Vétroz na východě, Nendaz na jihu a Chamoson na západě. Kanalizovaný dolní tok řeky Lizerne z vodní elektrárny Lizerne & Morge S.A. ohraničuje území obce se sousední obcí Vétroz téměř v přímé linii.

## Historie

Letecký pohled (1955)

Archeologické stopy pocházejí z doby laténské a z významného římského sídliště. Od 11. století do roku 1798 patřil Ardon k panství Ardon-Chamoson a v letech 1798–1815 k okresu Martigny. V průběhu středověku se obě obce Ardon a Chamoson postupně oddělily, ale úplné oddělení bylo dokončeno až v roce 1819. Nejstarší křesťanská svatyně pochází z 5. století, kostel Saint-Jean-Baptiste se stal farním kostelem mezi karolinským obdobím a koncem 10. století (obnoven v 17. století, přestavěn v novogotickém stylu v roce 1892). Nejpozději od roku 1334 až do roku 1832 patřil Chamoson k farnosti Ardon. V roce 1780 povolil biskup ze Sionu pořádání jarmarku. Tradice pěstování vína (Fendant) sahá do starověku.
V 19. století byl Ardon významným střediskem pěstování obilí (první mechanická mlátička v roce 1850), které však bylo po roce 1940 téměř zcela opuštěno. Kolem roku 1860 se zde pěstoval také tabák. Výstavba kanálu Sion–Riddes umožnila získat 130 hektarů obdělávané půdy (zejména pro pěstování ovoce). Kromě vápencových lomů zde od 18. století až do roku 1810 fungovala továrna na výrobu solného petru. Průmyslový rozmach začal v 19. století: V roce 1850 zaměstnávalo několik sléváren železa téměř 600 lidí, což z nich činilo největšího průmyslového zaměstnavatele ve Valais. V roce 1960 poskytovaly 130 pracovních míst, v roce 1993 ještě asi 40 míst. V letech 1870–1939 zde fungovala továrna na písmena pro sazbu tiskovin a klišé ze dřeva a mědi, od roku 1932 z hliníku (v roce 1910 cca 100 pracovníků). V roce 1900 zahájila provoz elektrárna na řece Lizerne, v roce 1926 následovala mechanická dílna. 

## Obyvatelstvo

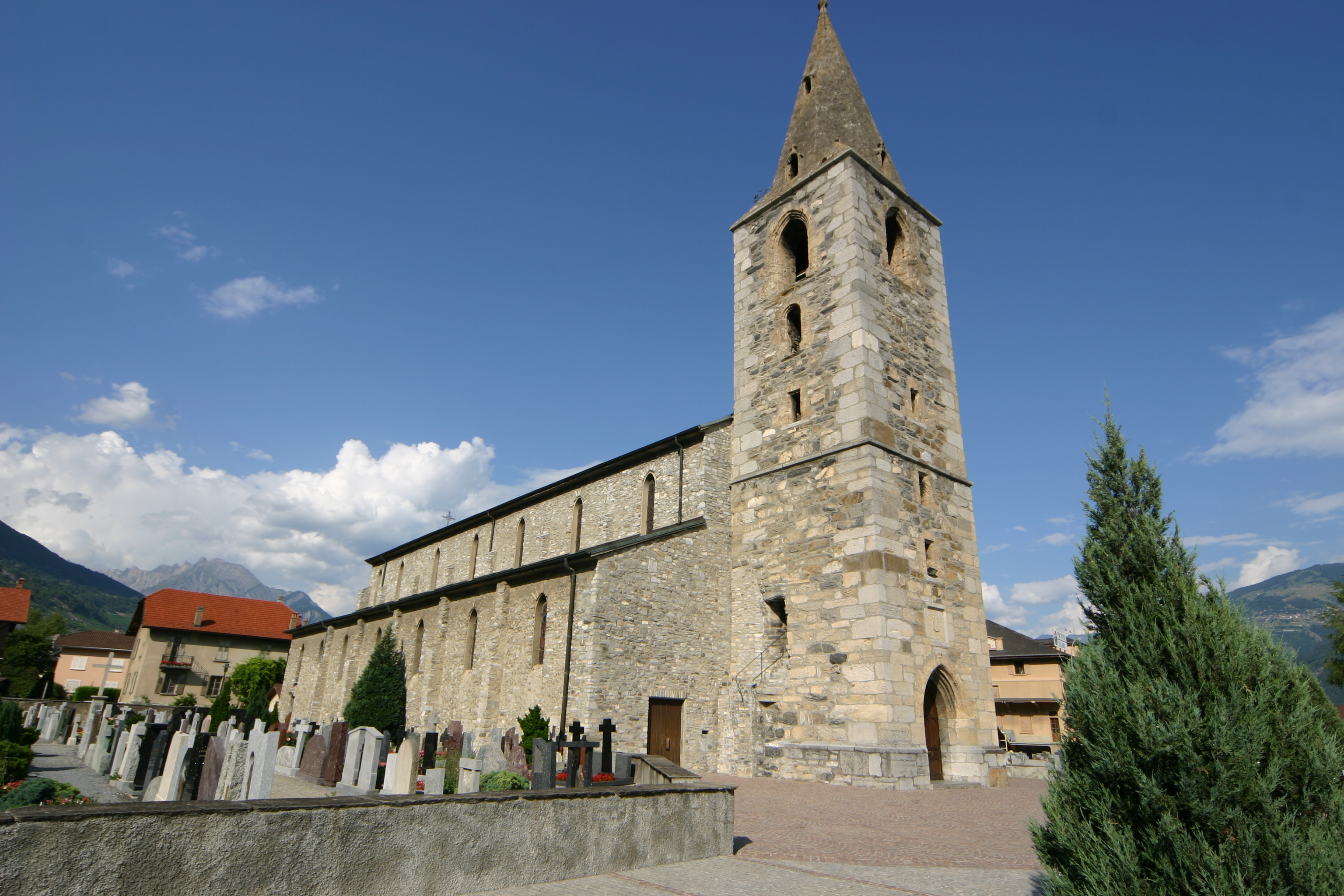
Kostel v Ardonu

| Rok            | 1798 | 1829 | 1850 | 1900 | 1950 | 2000 | 2010 | 2012 | 2014 | 2016 | 2020 |
| Počet obyvatel | 466  | 714  | 816  | 1227 | 1354 | 2295 | 2676 | 2842 | 3037 | 3076 | 3379 |

## Hospodářství
Vodní elektrárna na řece Lizerne existuje od počátku 60. let 20. století. Společnost, založená roku 1957 pro její výstavbu, sídlí v Sionu. Obec Sion získala v roce 2017 akcie provozní společnosti Lizerne et Morge SA a nyní vlastní 50 % základního kapitálu. Akumulační elektrárna má instalovaný výkon 50 MW. Její průměrná roční výroba činí přibližně 160 GWh. Využívá vodu z povodí Lizerne a Morge.

## Doprava

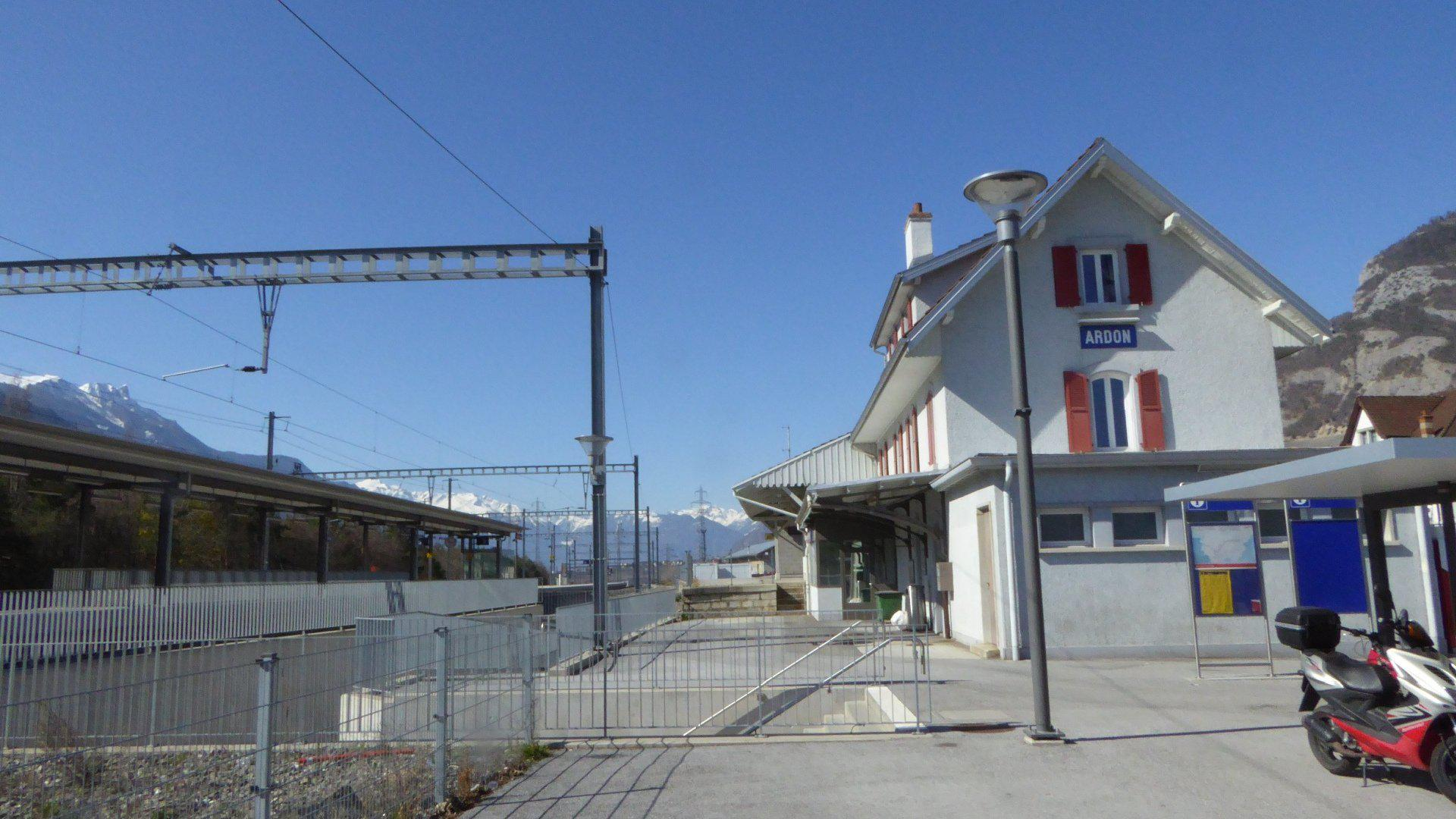
Železniční zastávka Ardon

Územím Ardonu prochází hlavní silnice č. 9 a dálnice A9. V obci se nachází železniční zastávka na Simplonské dráze. Z hlavní silnice 9 odbočuje na západním okraji obce směrem na Chamoson vedlejší silnice, která prochází vinicemi mezi oběma obcemi.
Místní dopravu a spojení s okolními obcemi zajišťují kromě vlaků také poštovní autobusové linky.